# Prima bătălie de pe Lacurile Mazuriene
Prima bătălie de pe Lacurile Mazuriene este o bătălie ofensivă din 1914 a Imperiului German pe Frontul de Est în prima parte a Primului Război Mondial. Ea a respins înaintarea Armatei I ruse de-a lungul întregului front, scoțând-o de pe teritoriul german. O continuare a înaintării germane nu a fost posibilă din cauza sosirii Armatei a X-a ruse pe flancul stâng al germanilor. În ciuda unei superiorități numerice de 2:1 și a poziției defensive bine fortificate, rușii au suferit o grea înfrângere și s-au retras cu pierderi grele, lăsând în urmă 150 de tunuri.

## Context
Ofensiva rusă din estul Europei începuse bine, Armata I (Armata Nemanului) a generalului Paul von Rennenkampf obligându-i pe germani să se retragă spre vest de la graniță, către Königsberg. Între timp, Armata a II-a Rusă⁠(en)[traduceți] se apropia dinspre sud, sperând să taie retragerea germanilor în zona din jurul orașului. Colonelul Max Hoffmann⁠(en)[traduceți] a pus însă la cale un plan de atac împotriva Armatei a II-a în timp ce aceasta încerca să manevreze spre nord pe un teren deosebit de deluros. Planul lui Hoffman a fost pus în aplicare rapid, culminând cu totala distrugere a Armatei a II-a în bătălia de la Tannenberg între 26 și 30 august 1914.
Contraofensiva a fost posibilă în parte datorită animozității personale între cei doi generali ruși — de care germanii erau conștienți. Comandantul Armatei a II-a, Alexandr Samsonov, îl criticase public pe Rennenkampf cu câțiva ani în urmă (despre bătălia de la Mukden⁠(en)[traduceți] din 1905), și se spune că cei doi s-au certat din acea cauză. Când Samsonov a devenit conștient de mișcările germanilor, el a cerut ca spațiul dintre cele două armate să fie închis, dar Rennenkampf nu se grăbea să-i facă pe plac, lăsându-l pe Samsonov izolat departe către sud-vest. Când natura contraatacului german a devenit clară, Rennenkampf și-a mișcat trupele cât a putut de repede, dar era prea târziu.
Când bătălia propriu-zisă a luat sfârșit la 30 august (Samsonov se sinucisese la 29 august), cea mai apropiată unitate a lui Rennenkampf, Corpul II, era încă la 70 km de intrând. Pentru a se apropia chiar și la această distanță, unitățile sale a trebuit să înainteze mult spre sud, și ajunseseră răspândite pe o linie lungă ce începea la est de Königsberg și continua spre sud. Un atac al Armatei a VIII-a Germane dinspre vest avea să flancheze întreaga armată. Desigur, și germanii erau departe, dar, spre deosebire de ruși, ei puteau acoperi rapid distanța cu rețeaua feroviară extinsă din zonă.
La 31 august, cu Tannenbergul pierdut, Rennenkampf primise ordine să reziste în caz de atac german. Realizând că forțele lui sunt prea răspândite pentru a fi eficiente, a ordonat o retragere pe o linie de la fortificațiile Königsbergului din nord, până la Lacurile Mazuriene de lângă Angerburg (astăzi, Węgorzewo) la sud, ancorată pe râul Omer⁠(en)[traduceți]. Forțele sale erau susținute de nou-înființatul Corp XXVI, pe care l-a plus în fața Königsbergului, deplasând armata mai experimentată spre sud pe linia principală. Forțele sale cuprindeau și două divizii de infanterie în rezervă. În total, părea să se afle într-o poziție excelentă pentru a aștepta sosirea Armatei a X-a care se forma spre sud.

## Bătălia

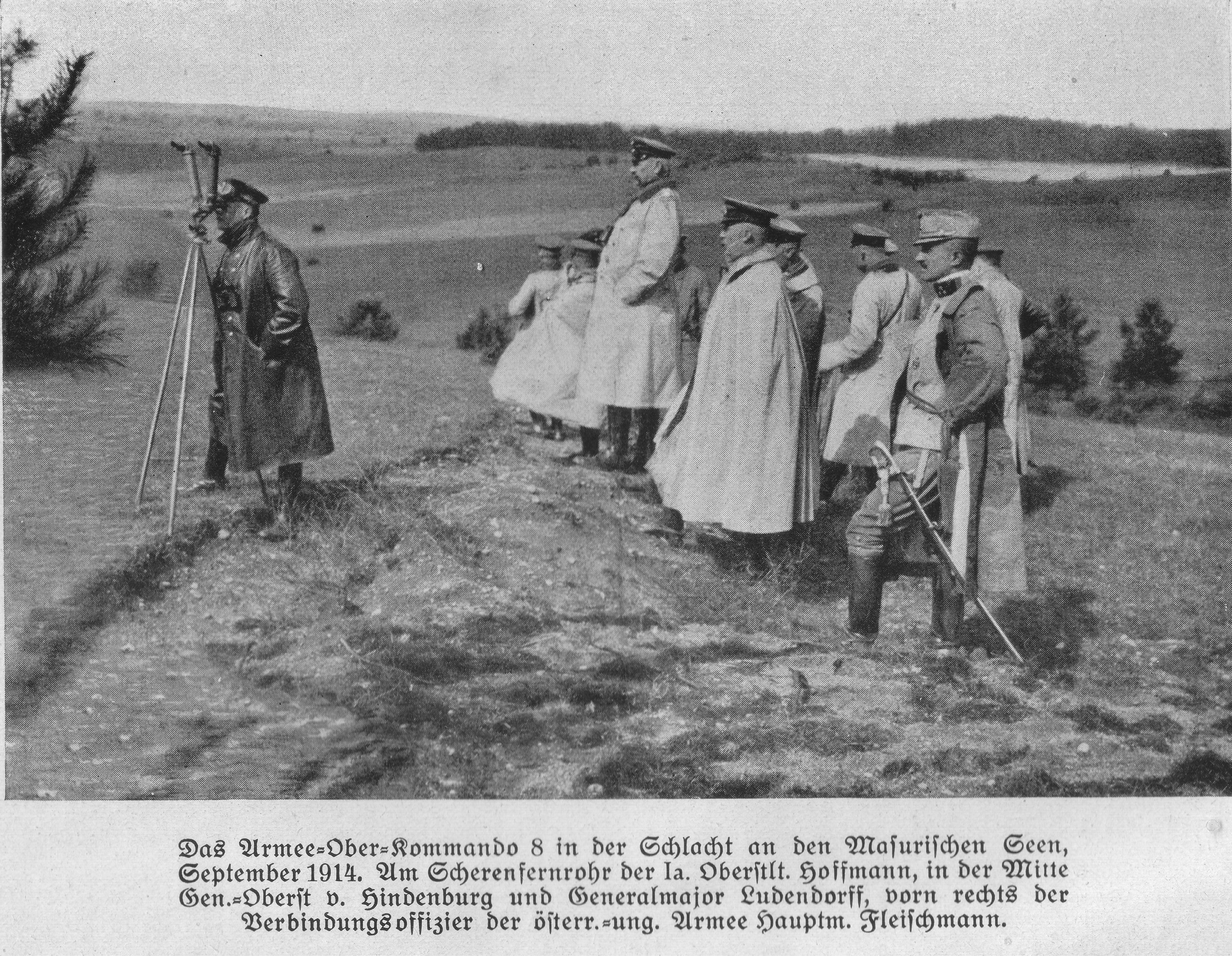
Statul major al Armatei a VIII-a Germane în timpul bătăliei.

Eforturile germanilor de a elimina rămășițele Armatei a II-a se terminaseră la 2 septembrie, iar Paul von Hindenburg a început imediat să-și mute unitățile în întâmpinarea capătului sudic al liniei lui Rennenkampf. El putea să ignore liniștit flancul drept (nordic) al rușilor, care se afla în fața fortificațiilor puternice de lângă Königsberg. Pe lângă această forță, se aflau două corpuri aduse recent de pe Frontul de Vest, Corpul de Gardă în Rezervă⁠(en)[traduceți] și Corpul XI. 
Ca și Rennenkampf, Hindenburg a trimis trupele cele mai noi în capătul de nord al liniei și a pus la cale o ofensivă împotriva sudului. Spre deosebire de Rennenkampf, Hindenburg avea la dispoziție suficiente forțe nu numai pentru a acoperi întreg frontul în golul Insterburg, dar avea și forțe adiționale. El a trimis cele mai capabile două unități ale sale, Corpul I⁠(en)[traduceți] și Corpul XVII⁠(en)[traduceți], departe spre sud de liniile din preajma mijlocului zonelor Lacurilor, și a trimis Divizia III ezervă și mai departe spre sud, la Lyck, la circa 50 km de capătul sudic al liniei lui Rennenkampf.
Diviziile sudice ale lui Hindenburg au început atacul la 7 septembrie, bătălia propriu-zisă începând a doua zi. De-a lungul zilei de 8 septembrie, forțele germane din nord le-au lovit pe cele rusești din fața lor, obligându-le să se retragă ordonat spre est. La sud, însă, lucrurile mergeau mult mai rău pentru germani. Corpul XVII German se ciocnise cu Corpul II Rus, și era depășit numeric. Rușii manevraseră bine și la sfârșitul zilei reușiseră să-și poziționeze flancul stâng favorabil unei potențiale încercuiri a germanilor.
Speranțele de victorie ale rușilor s-au risipit însă a doua zi, când Corpul I German a venit să-l susțină pe XVII; acum, rușii erau flancați. Între timp, Divizia III Rezervă atacase Corpul XXII al rușilor și mai spre sud și, după o luptă grea, i-a obligat să se retragă spre sud-est; comandantul de acolo i-a transmis lui Rennenkampf că a fost atacat și învins lângă Lyck, și că nu putea face decât să se retragă. Rennenkampf a ordonat o contraofensivă în nord pentru a câștiga timp pentru a reface rândurile, reușind să împingă Corpul XX⁠(en)[traduceți] câțiva kilometri. Germanii nu s-au oprit să se replieze, ci și-au continuat înaintarea în sud și în nord. Astfel, trupele rusești victorioase au rămas izolate într-un ieșind, dar au reușit să se retragă pe noi linii către est.
În acest moment, bătălia a luat o turnură decisivă în favoarea germanilor. La 11 septembrie, rușii fuseseră respinși până la o linie de la Insterburg la Angerburg în nord, germanii dezvoltând o uriașă manevră de flancare dinspre sud. În acest moment, pericolul încercuirii a devenit posibil. Rennenkampf a ordonat o retragere generală către granița ruso-germană, care a avut loc rapid, sub protecția puternicei ariergarde. Această viteză a permis trupelor rusești să scape din capcana pe care le-o  Hindenburg. Comandantul german ordonase flancurilor sale să-și grăbească marșul pe cât posibil, dar un accident trivial — zvonul unui contraatac rusesc — i-a costat pe germani o jumătate de zi de marș, permițându-le rușilor să scape către est. Aceștia au ajuns a doua zi la Gumbinnen⁠(en)[traduceți] a doua zi, și la Nesterov⁠([[::Stallupönen|]])[traduceți] pe 13. Resturile Armatei I s-au retras în siguranța fortificațiilor de pe teritoriul rusesc. Similar, Armata a X-a a fost obligată să reintre în Rusia.

## Urmări
Armata a VIII-a a obținut una dintre cele mai răsunătoare victorii din istorie, distrugând complet Armata a II-a, provocând pierderi grele Armatei I și respingând toate trupele rusești de pe pământ german. Între timp, noile corpuri germane (conduse de Colmar Freiherr von der Goltz⁠(en)[traduceți]) au reușit să profite de această mișcare pentru a se pune într-o poziție mai sigură de a hărțui rămășițele împrăștiate ale Armatei a II-a, în timp ce mult spre sud-vest, se forma noua Armată a IX-a Germană. Nu avea să dureze mult până când ar fi putut să lupte cu rușii de pe poziții superioare numeric.
Acest avantaj a avut însă și un cost: corpurile nou-sosite fuseseră trimise de pe Frontul de Vest și absența lor avea să se simtă în prima bătălie de pe Marna. Mai mult, deși aceste victorii germane aveau importanța lor strategică, alte bătălii majore de pe Frontul de Est urmau să se dea în sectorul sudic, între Austro-Ungaria și Russia, acolo unde forțele rusești au reușit la început să pună pe fugă armata austro-ungară. A mai durat un an până când forțele germane și austro-ungare au reușit să schimbe soarta înaintării rusești, scoțându-i pe aceștia din Galiția și apoi din Polonia rusească.